# Poa perconcinna
Poa perconcinna là một loài thực vật có hoa trong họ Hòa thảo. Loài này được J.R.Edm. miêu tả khoa học đầu tiên năm 1978.